# Market hall

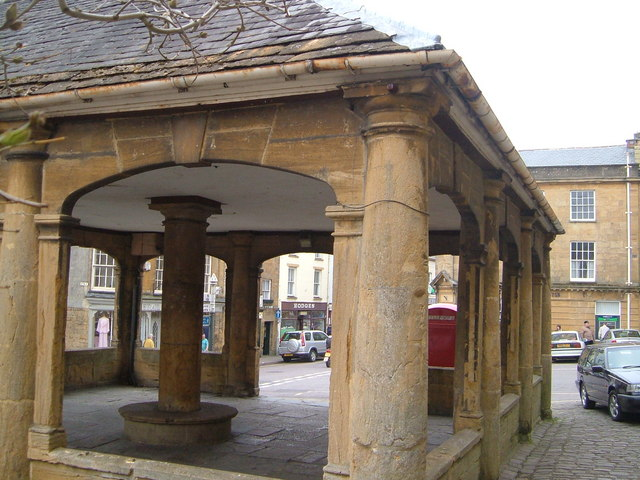
Market hall de Ilminster.

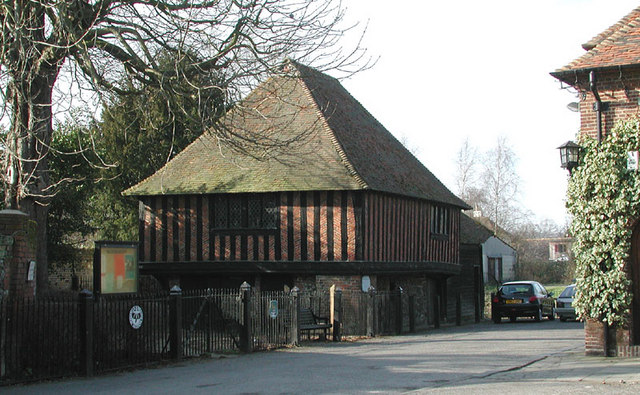
Town hall de Fordwich (Kent, Inglaterra),. La estructura es idéntica a la de los market halls.

Market hall, market house o country market, son denominaciones utilizadas en la Inglaterra rural para un tipo de hall, el espacio cubierto tradicionalmente utilizado como plaza de mercado para alimentos o ganado, además de poder utilizarse para las funciones propias de un town hall (casa consistorial) en sus pisos superiores.
Esta tipología se extendió a Irlanda y a Nueva Inglaterra, donde se sitúa habitualmente en plazas o en los muelles de los puertos. También se localizan estructuras semejantes en algunas zonas del continente europeo.

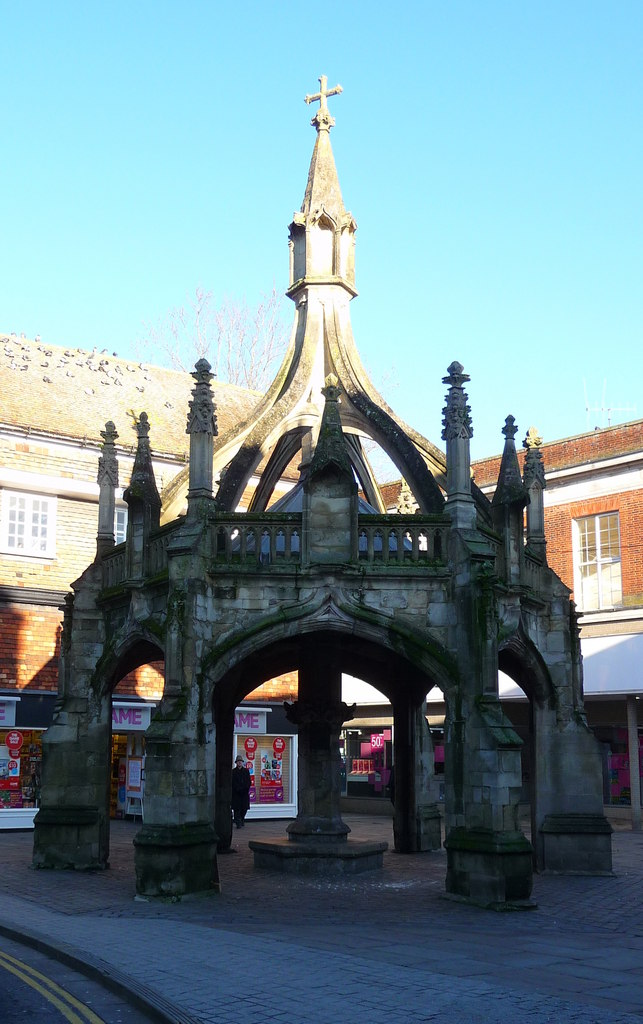
Market Cross[3] ("cruz de mercado", Salisbury).
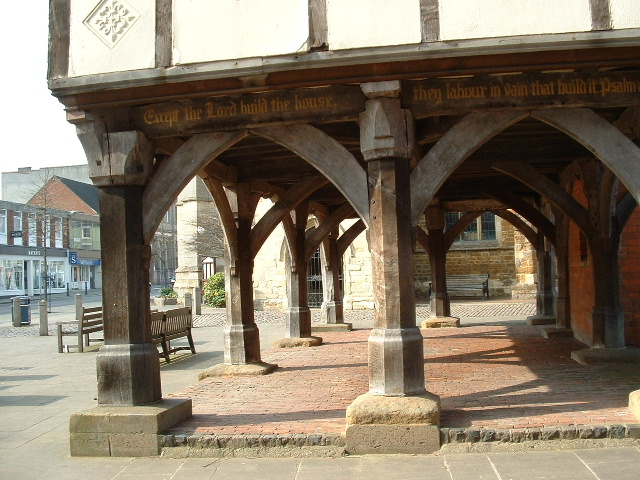
Market Harborough
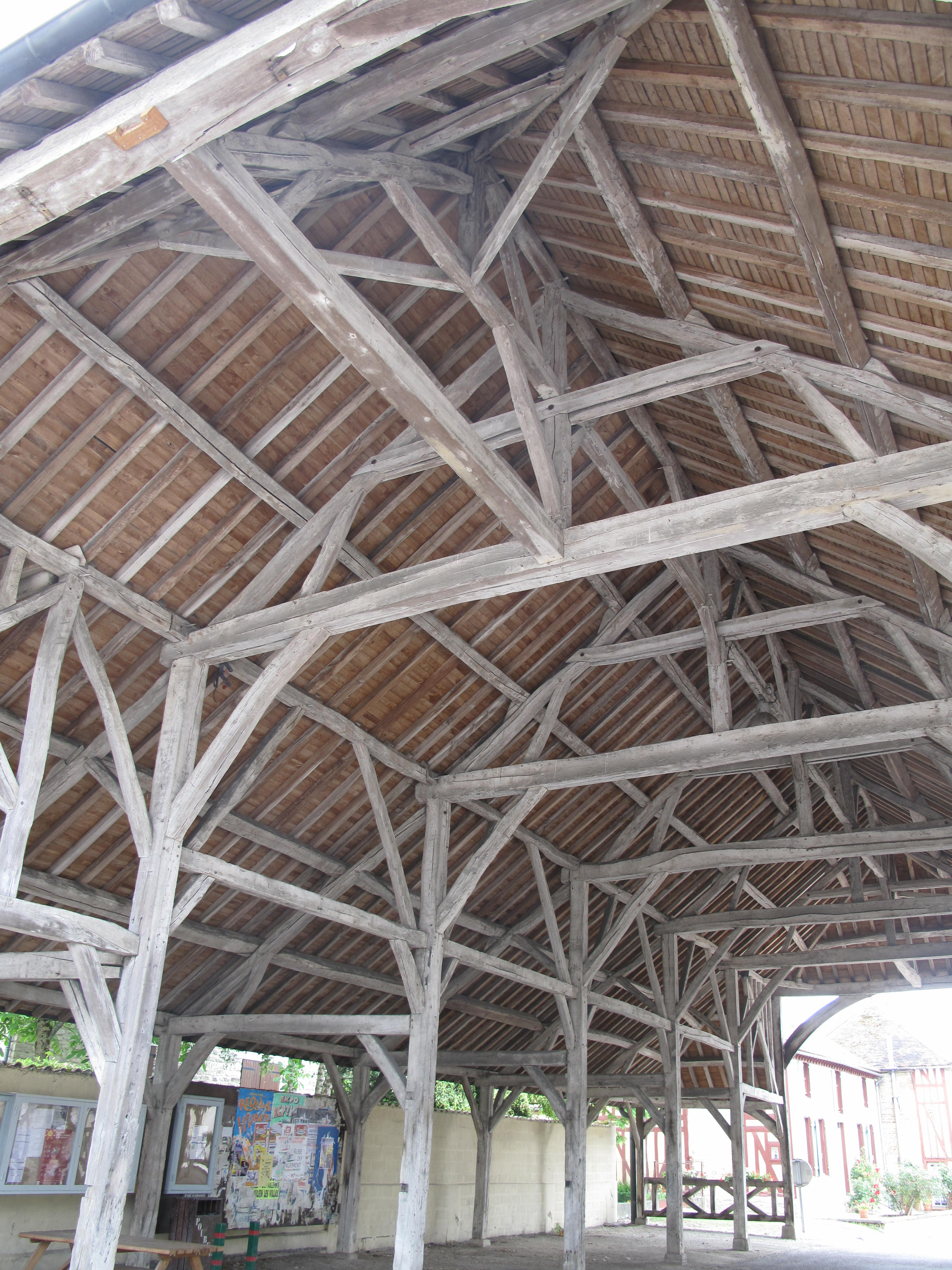
Lesmont (Aube, Francia).
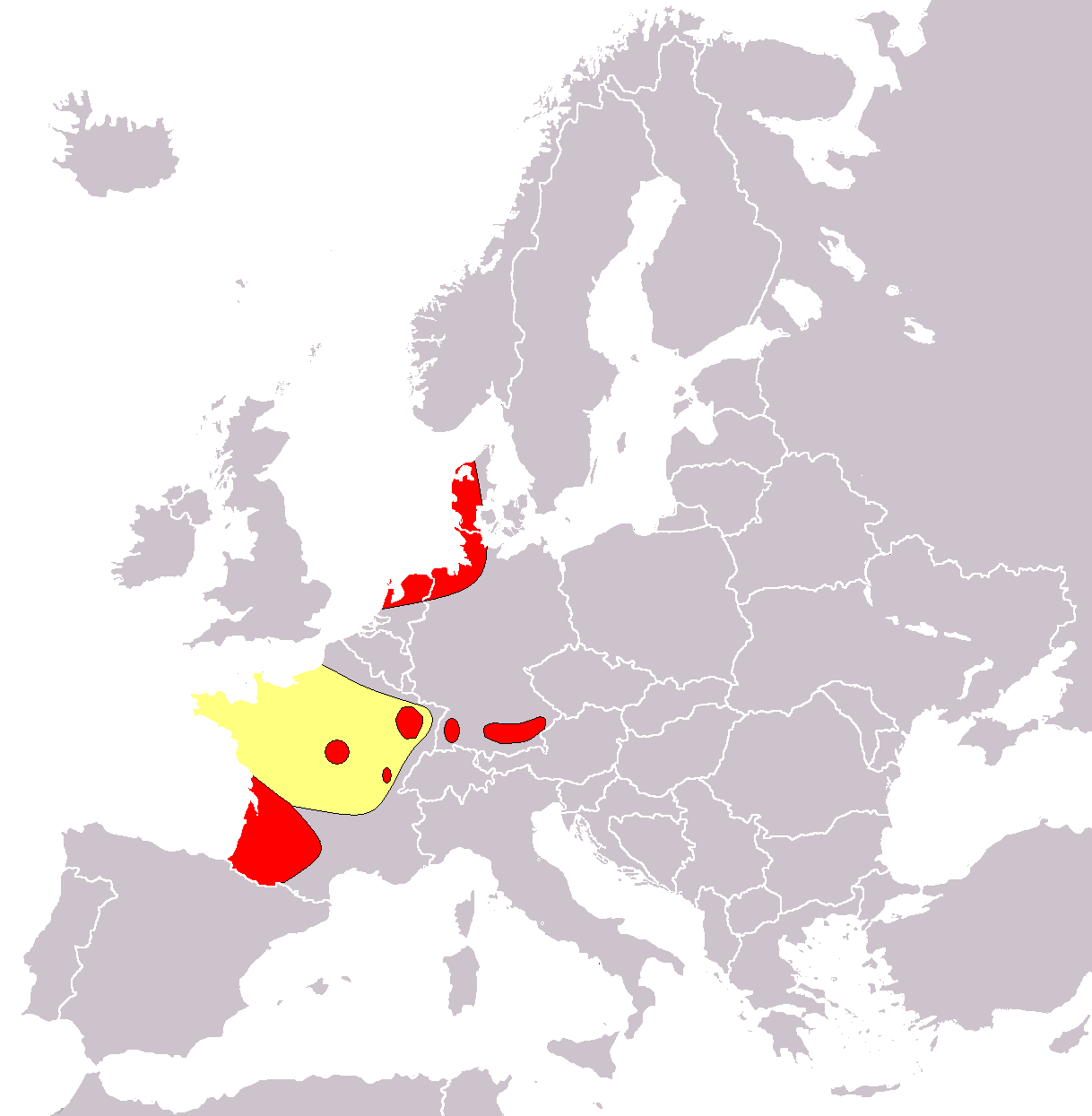
Distribución geográfica en el continente europeo de los market-halls con estructura de postes aún existentes en 2010.
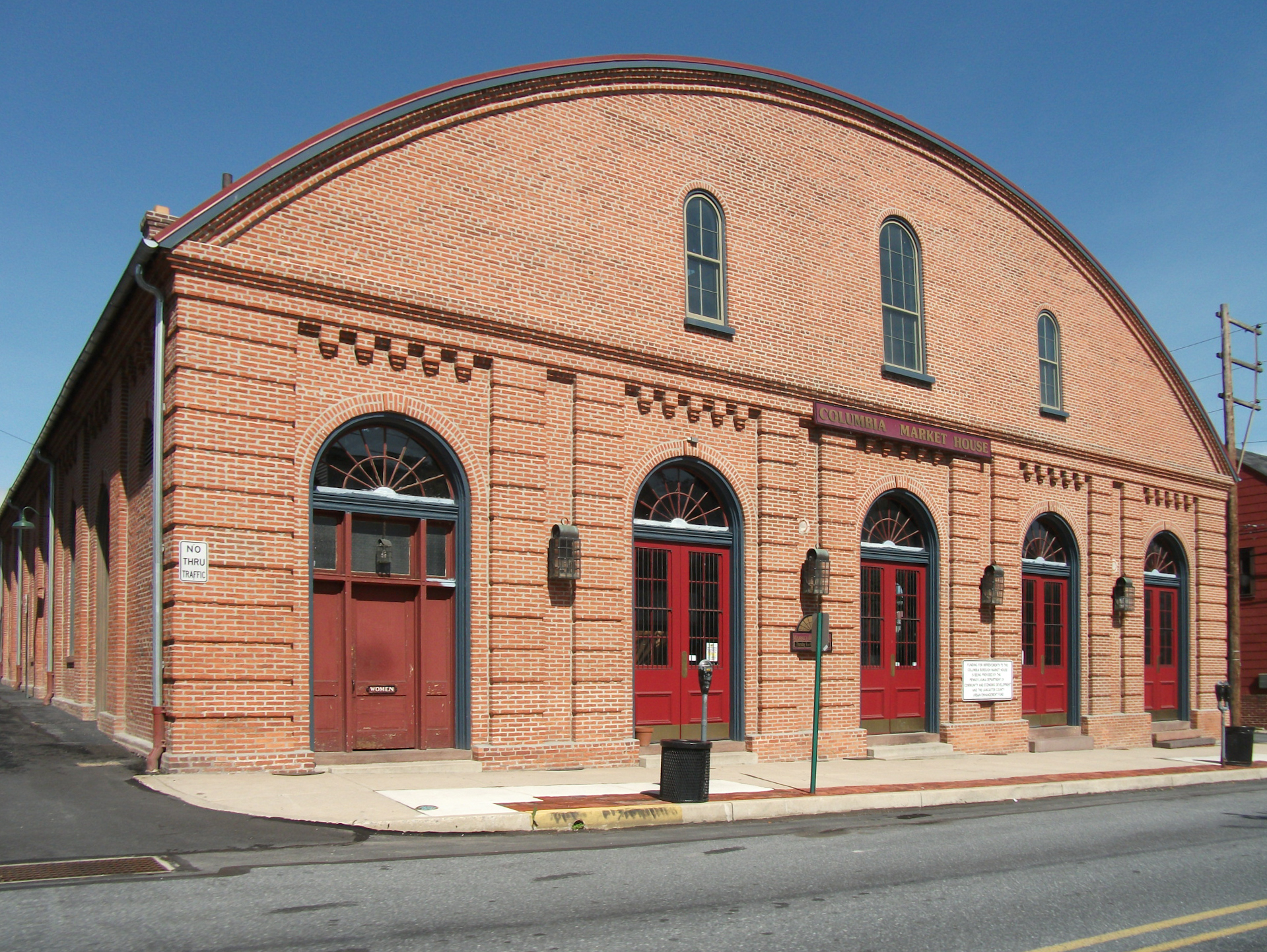
Columbia Market House (Pensilvania, Estados Unidos).

En las halles francesas se cobraba un derecho feudal (droit domanial o dominical) denominado droit de pesage o droit de poizage ("derecho de pesaje").
Las Halles de París fueron el mercado mayorista principal de la ciudad hasta 1968.
El Mercado cubierto de Touquet-Paris-Plage se construyó en 1931-1933 en estilo neo-regionalista.